# Erinaceophasma vepres
Erinaceophasma vepres är en insektsart. Erinaceophasma vepres ingår i släktet Erinaceophasma och familjen Phasmatidae.

## Underarter
Arten delas in i följande underarter:
- E. v. vepres
- E. v. lauterbachi
- E. v. flabellatum
- E. v. olivaceum